# Primera Guerra Cimarrón
La Primera Guerra Cimarron fou un conflicte armat entre els cimarrons jamaicans i la Colònia de Jamaica de l'Imperi Britànic que va iniciar-se a principis del segle xviii i que va arribar al seu punt culminant el 1731.

## Context històric i causes
El 1655 els britànics van vèncer els espanyols a Jamaica i van prendre el control de la majoria de l'illa. Els afrojamaicans esclaus dels espanyols es van barrejar amb la població ameríndia (i amb altres afroamericans que s'havien escapat prèviament de l'esclavitud) i van fugir al centre muntanyós de Jamaica per a formar la comunitat cimarrona de Windward, zona que es coneix amb el nom de Cockpit Country. Les forces britàniques no van poder controlar tota l'illa, i una part important va quedar en mans dels cimarrons. Durant 66 anys, hi va haver lluites periòdiques entre els britànics i els cimarrons, a més a més d'algunes revoltes esporàdiques d'esclaus. El 1673 hi va haver una revolta d'esclaus a la Parròquia de St. Ann en què 200 esclaus van crear el grup de cimarrons Leeward. Aquests es van unir amb un grup de malgaixos que havien sobreviscut al naufragi d'un vaixell esclavista i van formar la seva pròpia comunitat cimarron a la Parròquia de St. George. Els cimarrons del grup Leeward van protagonitzar moltes més rebel·lions contra els britànics. Cal destacar la Revolta de la Plantació de Sutton de 1690 en què 400 esclaus van enfortir-los. El setembre de 1728 els britànics van enviar més tropes a Jamaica i això va provocar un canvi de l'equilibri de poders entre ells i els cimarrons de Windward.
Els cimarrons de Leeward vivien en coves, barrancs profunds i balmes que eren molt fàcils de defensar fins i tot contra tropes que tenien un poder militar superior. La guerra de guerrilla i l'ús d'exploradors que feien senyals amb instruments musicals (banya de vaca, que s'utilitzava com una trompeta) per advertir els seus aliats que s'acostaven els soldats britànics van permetre que els cimarrons els evadissin i frustressin i derrotessin les forces d'un Imperi.

## Conseqüències - El Tractat
Entre el 1739 i el 1740 el govern colonial de Jamaica va reconèixer que no podia derrotar els cimarrons i per això es van acordar un tractat de pau. Els cimarrons podien romandre en les seves cinc poblacions principals (Accompong, Trelawnyu Town, Moore Town, Scott's Pass i Nanny Town, on viurien governats sota els seus propis caps supervisats per un supervisor britànic.
A canvi, els cimarrons van estar d'acord a no ajudar els esclaus fugitius que fugien de les plantacions britàniques. Aquesta última clàusula va causar una divisió entre els cimarrons i la resta d'afrojamaicans tot i que encara hi va haver runaways (esclaus fugitius) que fugiren cap als assentaments cimarrons.
Una altra previsió d'aquest acord fou que els cimarrons haurien de col·laborar a protegir l'illa de la possible invasió o atacs d'altres forces colonials europees, ja que els britànics els consideraven guerrers valuosos.
El cimarron responsable de l'acord amb els britànics fou el líder cimarron Leeward, Cudjoe, un personatge que havia lluitat bravament a favor de la independència del seu poble però que cada cop estava més desil·lusionat. Cudjoe creia que l'única esperança per al seu poble era una pau honorable amb l'enemic, que era el mateix que pensaven els britànics. El Tractat de 1739 s'ha d'entendre en aquest context.
Un any més tard, els cimarrons de Windward més bel·licosos de Trelawny Town també van estar d'acord a firmar el tractat a causa de la pressió dels jamaicans blancs i dels cimarrons de Leeward, tot i que mai hi van estar del tot d'acord. Aquest descontentament amb el tractat va fer que posteriorment hi hagués la Segona Guerra Cimarron.